# Nokia Cup 1999
Il Nokia Cup 1999 è stato un torneo di tennis giocato sul sintetico indoor. È stata la 1ª edizione del torneo, che fa parte della categoria Tier IVb nell'ambito del WTA Tour 1999. Si è giocato a Prostějov in Repubblica Ceca,dall'8 al 14 febbraio 1999.

## Campionesse

### Singolare
Henrieta Nagyová ha battuto in finale  Silvia Farina con il punteggio di 7–6, 6–4

### Doppio
Alexandra Fusai /  Nathalie Tauziat hanno battuto in finale  Květa Hrdličková /  Helena Vildová con il punteggio di 3–6, 6–2, 6–1